# Route nationale 225 (Italie)
Pour les articles homonymes, voir Route nationale 225 (homonymie).
La route nationale 225 Val Fontanabuona (SS 225) est une route nationale italienne qui relie Chiavari à Bargagli, le long de la vallée de Fontanabuona, dans les limites administratives de la ville métropolitaine de Gênes.

## Histoire

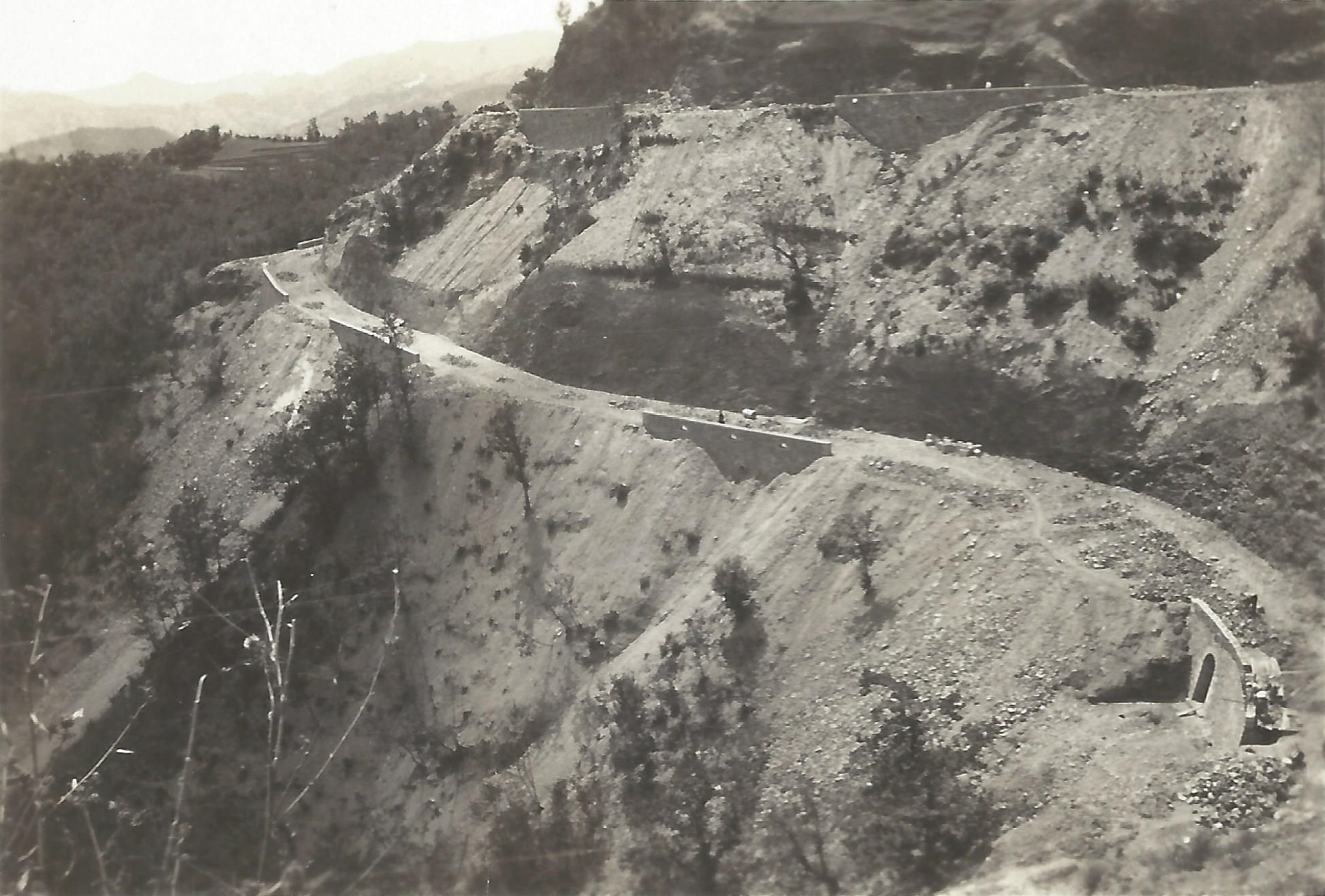
Les travaux de construction de la route n° 139 au début des années 1930 dans le tronçon Boasi-Sottocolla de Boasi.

La construction du premier tronçon de la route de Fontanabuona, de Carasco à Gattorna (hameau de Moconesi), débute en 1846 par un consortium de 13 municipalités,. Le dernier tronçon de Boasi à Ferriere (les deux fractions de Lumarzo), initialement prévu par la loi n° 333 du 23 juillet 1881, est construit entre 1929 et 1934 par la province de Gênes. Le projet faisait partie de la construction de la route interprovinciale des Apennins n° de série 139, qui devait relier la vallée du Pô à La Spezia en passant par les vallées de Bisagno, Fontanabuona et Vara, un doublement de l'Aurelia de Gênes à La Spezia à travers les Apennins liguriens,,,,,.
En 1959, elle est élevée au rang de route nationale avec l'itinéraire suivant : « Innesto S.S. n. 1 à Chiavari - Cicagna - Gattorna - Innesto S.S. n. 45 à Colla di Boasi ».
Le 7 avril 1968, les travaux de construction débutent sur le tunnel T3 Bargagli-Ferriere, inauguré le 5 juin 1971,. L'achèvement de l'autoroute Gênes-Sestri Levante le 31 juillet 1970 réduira considérablement le trafic sur la route nationale 225.
À la suite du décret législatif n. 112 de 1998, en 2001 la gestion passe de l'ANAS à la région de Ligurie qui prévoyait le transfert de l'infrastructure au domaine public de la province de Gênes (et à partir du 1er janvier 2015 à la ville métropolitaine de Gênes).
À partir du 1er août 2018, la route revient à la compétence de l'ANAS dans le cadre du plan des routes de retour.

## Itinéraire

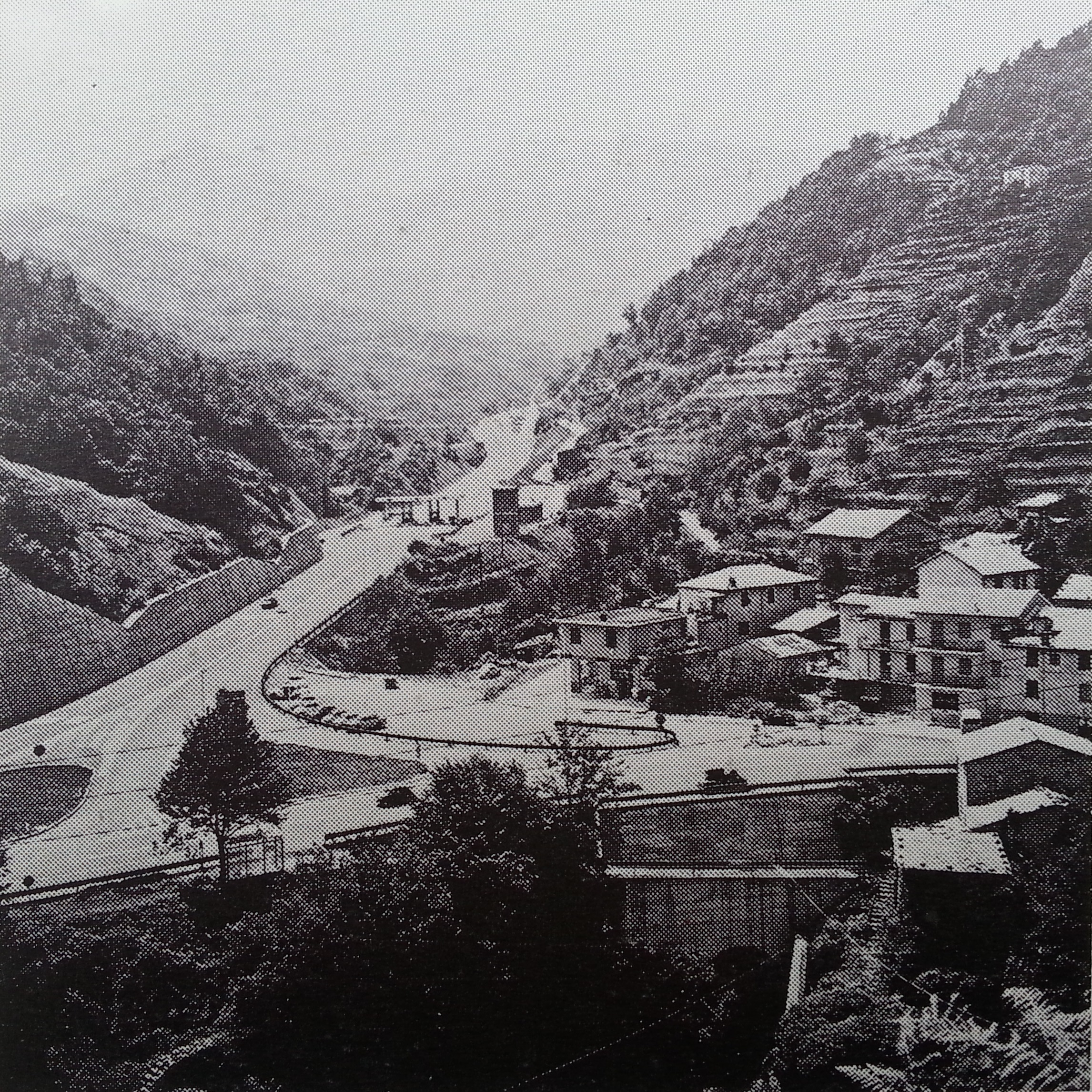
L'échangeur de Ferriere du tunnel T3 le long de la route nationale 225 en 1971.

L'itinéraire commence à Chiavari, à partir de la jonction avec la route nationale 1 et suit sur une bonne partie de son itinéraire le cours du ruisseau Lavagna le long de la vallée de Fontanabuona : il traverse ainsi les communes de Carasco, San Colombano Certenoli, Cicagna et Moconèse. Au hameau de Gattorna (Moconesi) la route provinciale 333 bifurque vers Recco. La route traverse ensuite les communes de Neirone et Lumarzo.
Le terminus actuel, résultat d'une révision en 1989, est placé à la jonction avec la route nationale 45 près de Bargagli, accessible via le tunnel T3 ; le dernier bastion précédent était toujours représenté par une jonction avec la SS 45, cependant située à 9,4 kilomètres plus au nord dans la zone de Galleria di Boasi.